# Bożanka (Kielno)
Bożanka (kaszb. Bòżónka) – część wsi Kielno w Polsce, położona w województwie pomorskim, w powiecie wejherowskim, w gminie Szemud, nad południowym brzegiem jeziora Marchowo. Wchodzi w skład sołectwa Kielno.
W latach 1975–1998 Bożanka administracyjnie należała do województwa gdańskiego.